# Accrescimento (biologia)
L'accrescimento, o sviluppo, è un fenomeno biologico che porta alla maturazione morfologica e funzionale definitiva dell'individuo; è un processo non uniforme che inizia al momento della fecondazione e termina intorno ai 15-18 anni per le femmine e intorno ai 16-20 anni per i maschi.
L'auxologia è la scienza che studia i dati dell'accrescimento. Per valutare l'accrescimento esistono molteplici criteri auxologici, tra cui il sistema di Giovanni De Toni (1951), basato sul rapporto tra l'età cronologica e l'età apparente. Un altro metodo auxologico di facile impiego è la tabella costituita da un insieme di coordinate in cui si inseriscono il peso, la statura e l'età.
Lo sviluppo somatico è di norma distinto in una fase prenatale in una fase post natale. Il primo periodo appare caratterizzato da ragguardevoli trasformazioni morfologiche e da un'incessante moltiplicazione cellulare, il secondo periodo prevede uno sviluppo generale non lineare.
Il peso del neonato subisce un calo fisiologico nei primi giorni di vita valutabile intorno al 10% del peso della nascita (3000-3500g), mentre successivamente si ha un progressivo aumento ponderale, non lineare. Nel primo trimestre il lattante cresce in media 20-25 g/giorno, nel secondo trimestre 15-20 g/giorno, nel terzo trimestre 10-15 g/giorno. In seguito l'aumento medio ponderale è di circa 2 kg all'anno fino all'ottavo anno di età.